# 斐济文学
斐济文学（英语：Fijian literature）最初的出版物出版于二十世纪六十年代末七十年代初，是雷蒙德·皮莱Raymond Pillai与苏布拉马尼Subramani的短篇小说合集，这本书使用的是英语；还有一本书是皮奥·马诺阿Pio Manoa诗选，使用英语和斐济语。而斐济的书面文学正式出现，应该是在1970年国家独立之后。

1968年，主校位于斐济首都苏瓦的南太平洋大学创办，以此激活斐济文学乃至太平洋岛国文学。大学开设了创意写作课程以及研究室。1973年，大学内建立了艺术团体，并开始出版南太平洋岛国文学杂志《太平洋岛国月刊》（英语：Pacific Islands Monthly）。剧作家维尔索尼·赫里尼克Vilsoni Hereniko的作品也在这一时期发表。

斐济最重要的作家之一是萨腾德拉·南丹Satendra Nandan，他既写诗又写小说，他的半自传体小说《受伤的海》（英语：The Wounded Sea）出版于1991年。斐济诗人苏德希·米什拉Sudesh Mishra在诗歌中融入了印度古典诗歌的元素，并在英语写作中使用了印地语和斐济语词汇。他的诗集包括《Tandava（1992）》和《Rahu (1997)》。斐济当代剧作家、导演拉里·托马斯于1998年创作的剧作《周年纪念礼》（英语：The Anniversary Present）被称为是创造性地发展了“斐济英语”。约瑟夫·瓦拉莫Joseph Veramo是斐济当代小说家，他的作品有《走过街巷》（Moving Through the Streets  1994）、儿童文学作品《鲨鱼》（The Shark）、《黑色弥撒亚》（Black Messiah），他的小说集出版于1989年。

## 作家列表
- Raymond Pillai
- Subramani
- Pio Manoa
- 维尔索尼·赫里尼克（英语：Vilsoni Hereniko）
- 萨腾德拉·南丹（英语：Satendra Nandan）
- 苏德希·米什拉（英语：Sudesh Mishra）
- Larry Thomas
- Joseph Veramo